# Erebia constans
Erebia constans är en fjärilsart som beskrevs av Philogène Auguste Joseph Duponchel 1832. Erebia constans ingår i släktet Erebia och familjen praktfjärilar. Inga underarter finns listade i Catalogue of Life.